# Tee (UNIX)
tee（ティー）はUnixのコマンドの一つ。
コマンドの標準出力 (stdout)を
他のファイルにコピーできる機能を提供する。構文は以下のとおり。
```
tee [ -a ] [ -i ] [ File ... ]
```

teeコマンドは標準入力を受け入れ、標準出力を出力し（パイプ機能）、[ File ... ]で指定したファイルに標準出力と同じストリームを出力する。
teeとは英語のTであり、T字路（丁字路）を思い描くと、その機能がイメージしやすい。